# اینار اندرسن
اینار اندرسن (انگلیسی: Einar Andersen; ۲۹ دسامبر ۱۹۲۹ – ۱۹ ژانویهٔ ۲۰۰۱) بازیکن فوتبال، و بازیکن هاکی روی یخ اهل نروژ بود.